# N. Scott Momaday
Navarre Scott Momaday (n. 27 februarie 1934, Lawton⁠(d), Oklahoma, SUA – d. 24 ianuarie 2024, Santa Fe, New Mexico, SUA) a fost un scriitor american de origine amerindiană. Cel mai important roman al său este House Made of Dawn (1969).